# Apatania subtilis
Apatania subtilis là một loài Trichoptera trong họ Apataniidae. Chúng phân bố ở miền Cổ bắc.